# Vladislav Niedzwiecki
Vladislav E. Niedzwiecki (también escrito Niedzwetsky) (1855-1918) fue un abogado y naturalista aficionado ruso.

## Biografía
Nacido en la provincia de Mogilev, Niedzwiecki se graduó en la Universidad Estatal de Kazán y se instaló en (según una fuente afirma que como 'exiliado') Vernoe (ahora Almaty, Kazajistán), en 1884, trabajando inicialmente como abogado antes de convertirse en el Secretario Interino del Comité de Estadísticas, Semirechensk.
Copmo naturalista amateur, envió muchos especímenes de flora y fauna a organismos de investigación en Moscú y San Petersburgo, y en 1901 se convirtió en depositario y administrador del Museo Vernoe Semerichye. También envió semillas a Georg Dieck en el Zöschen Arboretum, Alemania, en particular, de la manzana de carne roja, Malus niedzwetskyana y del olmo siberiano Ulmus pumila
Niedzwiecki murió en 1918, posiblemente fue ejecutado, en las secuelas de la Revolución Rusa.

## Honores

### Eponimia
Niedzwiecki fue commemorado con el nombre de la manzana Malus niedzwetskyana , y también con la flor Niedzwedzkia semiretschenskia.